# ألان باتلر
ألان باتلر (بالإنجليزية: Allan Butler)‏ هو منافس ألعاب قوى أسترالي، ولد في 1976.

## روابط خارجية
- ألان باتلر على موقع النتائج التاريخية لألعاب القوى الأسترالية (الإنجليزية)